# Jan-Martin Bröer
Jan-Martin Bröer (né le 19 mai 1982 à Minden) est un rameur allemand.

Il est champion du monde en 2006. 